# Pozzol Groppo
Pozzol Groppo là một đô thị ở tỉnh Alessandria trong vùng Piedmont của Italia, có vị trí cách khoảng 110 km về phía đông của Torino và khoảng 35 km về phía đông của Alessandria. Tại thời điểm ngày 31 tháng 12 năm 2004, đô thị này có dân số 394 người và diện tích là 13,9 km².
Đô thị Pozzol Groppo có các frazioni (các đơn vị cấp dưới, chủ yếu là các làng) San Lorenzo and Bigiasco.
Pozzol Groppo giáp các đô thị: Cecima, Godiasco, Momperone, Montemarzino, và Volpedo.
The actual comune was formed from the merging, in 1929, of the two previous Pozzol and Groppo.